# 326

## Esdeveniments
- L'emperador Constantí el Gran viatja a Roma per celebrar el 20è aniversari del seu accés al poder, però mentre es dirigeix a Pula ordena que el seu fill gran, Crispus Cèsar, sigui executat, possiblement acusat d'adulteri.[1] Més tard, Fausta, segona esposa de Constantí I, també és executada per ser asfixiada o bullida en un bany calent.[2] A partir d'aqui és regulen per llei la prostitució, el concubinat i la vida a la presó.
- Primera església construïda al Vaticà.
- El retòric romà Nazari llegeix públicament a Roma el Nazarii Panegyricus Constantino Augusto, un panegíric dedicat a l'emperador Constantí I el Gran; el poeta Publili Optatià Porfiri en llegeix un altre.
- A Jerusalem es comença a construir la Basílica del Sant Sepulcre de Crist, al Gòlgota, que s'acabarà al 336.
- Ibèria (Geòrgia): per l'influx de santa Nina, el rei Mirian III d'Ibèria proclama el cristianisme religió oficial del regne. Després d'Armènia, Geòrgia fou el segon estat al món a adoptar la religió cristiana.[3]

## Naixements
- Constanci Gal, futur cèsar i germà de Julià l'Apòstata
- Murong Chui, general sienpei de l'efímera dinastia dels Yen anteriors i primer rei dels Yan posteriors
- Procopi, emperador romà

## Necrològiques

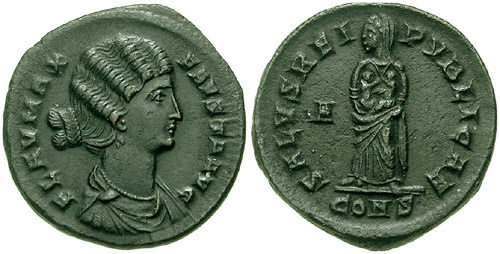
L'emperadriu Fausta

- Fausta, emperadriu romana feta matar pel seu espòs, Constantí I el Gran, acusada d'adulteri amb el seu fillastre
  - Flavi Juli Crisp, príncep romà, fet matar a Ístria pel seu pare, l'emperador Constantí I el Gran, acusat d'adulteri amb la seva madrastra
- Licini II, cèsar romà i cosí de l'anterior
- Liu, emperadriu de Zhao anteriors i esposa de Liu Xi
- Metròfanes de Bizanci, bisbe i tingut per sant per diverses confessions cristianes
- 17 d'abril, sant Alexandre a Alexandria (Egipte)